# 阿西納拉灣

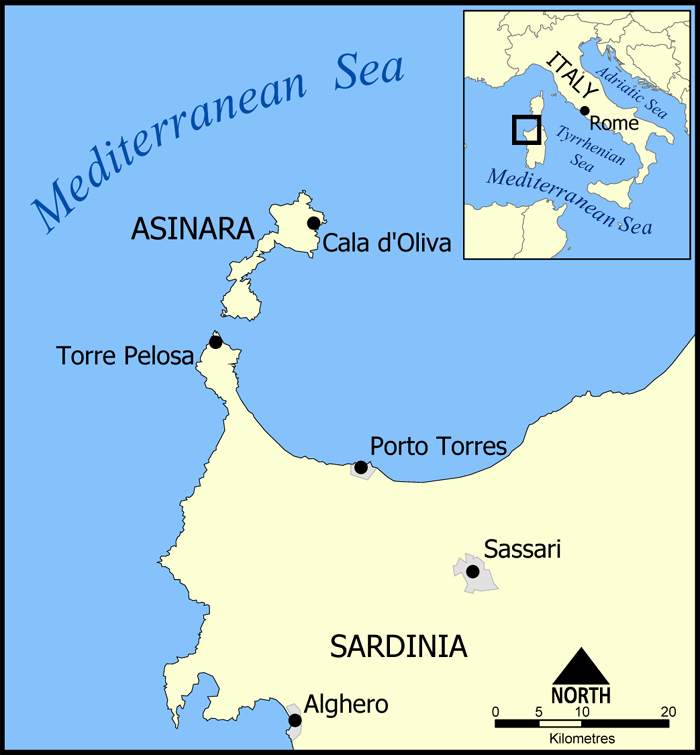

阿西納拉灣（義大利語：Golfo dell'Asinara）是意大利的海灣，位於阿西納拉島和薩丁尼亞島之間，沿岸城鎮有斯廷蒂诺、托雷斯港、薩薩里、索爾索、瓦萊多里亞和巴代西。
40°56′0.55″N 8°27′41.52″E / 40.9334861°N 8.4615333°E